# Kunckel Ildikó
Kunckel Ildikó (Született: Fényes Ildikó) (Budapest, 1937. október 11.–Budapest, 2021. november 28.), magyar származású venezuelai fizikus, a Latin-Amerikai Magyar Országos Szervezetek Szövetségének (LAMOSZSZ) az elnöke, a a Venezuelai magyar kataszter bizottság elnöke, a Venezuelai Központi Egyetem Természettudományi Karának első női fizikaprofesszora.

## Családja és származása
A nemesi származású csokalyi és dengelegi Fényes család sarja. Apja a református vallású dengelegi Fényes Iván, gépészmérnök, budapesti egyetemi tanár, anyja a római katolikus nemesi származású zborói Zboray Marianna, akik 1930. május 6-án kötöttek házasságot, Budapesten. Kunckelné Fényes Ildikó húga Csilla von Boeselager báróné (született: Fényes Csilla), filantróp, máltai dáma, a Magyar Máltai Szeretetszolgálat egyik alapítója. Apai nagyszülei a református felekezetű dr. dengelegi Fényes Iván (1869–1943), a Magyar Nemzeti Bank igazgatója, kincstári főtanácsos, a Ferenc József-rend tulajdonosa, és nemesi származású veszprémi Roboz Kornélia (1871–1949) asszony voltak. Anyai nagyszülei zborói Zboray Béla, bankhivatalnok, és derecskei Körmendy Margit voltak. Apai dédszülei, dengelegi és csokalyi Fényes Móric (1835–1905), berettyóújfalui földbirtokos, és mezőtelegdi Miskolczy Ottilia (1841–1904) asszony voltak. Fényes Ildikó apai ükapja Fényes Dániel (1802–1842), érendrédi, berettyóújfalui földbirtokos, akinek a fivére, csokalyi Fényes Elek (1807–1876) magyar statisztikus, közgazdasági statisztikai és földrajzi író volt. Apai nagybátyja, Fényes Kornél (1894–1934), gépészmérnök. Felmenője, dengelegi Fényes Péter címeres nemeslevelet szerzett 1633. május 5-én I. Rákóczi György Erdélyi Fejedelemtől, melyet később, 1635. február 10-én II. Ferdinánd magyar király erősített meg. A zborói Zboray család őse, Zboray Lőrinc 1727. május 13-án magyar nemesség és címer adományozásban részesült III. Károly magyar királytól. A nemes Roboz családnak a felmenője Roboz Benedek 1661. június 2-án magyar nemesség és címer adományozásban részesült I. Lipót magyar királytól.

## Élete
A második világháború kitörésével Fényes Ildikónak és családjának Magyarországról kényszerült menekülni a szovjet hadsereg elől Ausztrián és Németországon keresztül. 1947-ben két évvel a háború vége a családja úgy döntötte, hogy Venezuelába emigrálnak. Fényes Ildikó Caracasban a Nuestra Señora de Guadalupe középiskolában kezdte meg tanulmányait. Mivel ez az iskola a középiskola utolsó évére nem nyitotta meg a szekciót, a fiatal nőnek a Liceo Andrés Bello-ban kellett befejeznie tanulmányait, ahol 1954-ben fejezte be a középiskolát.
Mivel Ildikó fizikát szeretett volna tanulni és Venezuelában még nem volt lehetőség ennek a pályának a tanulmányozására, az Egyesült Államokban, New York államban, Poughkeepsiebe költözött, hogy a Vassar College-ban tanuljon. 1958-ban sikeresen lediplomázott fizikáról. Ezt követően a Bryn Mawr College-ban, Pennsylvania államban végzett, ahol megszerezte a természettudományi mesterfokozatot is. 1961-ben, anélkül, hogy doktori tanulmányait befejezte volna, édesanyja súlyos betegsége miatt vissza kellett térnie Venezuelába. 1962-ben fizikaprofesszor lett a caracasi UCV egyetemen Természettudományi Karán, majd 1964-ben adjunktussá léptették elő.
A Természettudományi Karnak az Ipari Technikum területére költözésével Fényes Ildikó úgy döntött, hogy ugyanannak az egyetemnek a Műszaki Karára áthelyezteti magát, a kar Fizika Tanszékének egyik első professzoraként. 1988-ban a Műszaki Kar egyetemi docensévé léptették elő, 1993-ban pedig elnyerte a Legjobb Tankönyv díjat, amelyet ez a szervezet ítélt oda, az "Introductory Physics Laboratory útmutatójáért". Fényes professzor 1991-ben ment nyugdíjba.
Amerikai tartózkodása alatt találkozott Dietrich Kunckellel, a német származású építésszel (aki Tomás Lugo Marcanóval és Jesús Sandovallal együtt nyeri meg a caracasi Teresa Carreño Színház tervezésére kiírt pályázatot). Kunckel építész és Fényes Ildikó házasságából három gyermek született: Béla, Csilla és Zoltán.
A szüleitől kapott szellemi és érzelmi értékeket igyekezett nemcsak gyermekeinek, de a vele kapcsolatba kerülőknek is átadni. Mindig igyekezett hazája és a magyarok érdekeit figyelembe véve cselekedni. Segítőkészségével megkönnyítette sok fiatal emigráns életét 1956-ban, amikor egyetemistaként tolmácsolt, vagy segélycsomagokhoz ruhákat gyűjtött. Jelentős szerepet vállalt a magyar diaszpórában. Az 1990-es években a Magyarok Világszövetsége keretébe tevékenykedett, 2004-től a Latin-Amerikai Magyar Országos Szervezetek Szövetségének (LAMOSZSZ) vezetője volt. Kunkelné Fényes Ildikónak köszönhető, hogy a dél-amerikai országok magyar közösségei összefogtak és egymást segítve gyümölcsöző kapcsolatot alakítottak ki. Az ő segítsége és szervezőmunkájának eredményeként szerezhetett meghatározó élményeket Magyarországon a diaszpórában élő magyar ősökkel rendelkező több ezer fiatal.
A Venezuelában bekövetkező politikai és gazdasági válság idején aktívan segítette a venezuelai magyarok hazatelepítését. Folyamatosan támogatta a Caracasi Magyar Házat és a Venezuelában maradt magyarokat is. Pár éve férjével együtt ő is visszatelepült Magyarországra. Szülőhazájából is aktívan folytatta a LAMOSZSZ vezetésével kapcsolatos teendőit és segítette a hazatelepülőket a beilleszkedésben.

## Származása
| Kunckel Dietrichné dengelegi Fényes Ildikó (Budapest, 1937. október 11. – Budapest, 2021. november 28.) r. kat. | Apja: dengelegi Fényes Iván (Budapest, 1901. április 30.–?) okleveles gépészmérnök, műszaki tanácsadó, a caracasi Központi Egyetem tanára, a „Jose Maria Vargas" rend első osztályának a tulajdonosa ref. | Apai nagyapja: dr. dengelegi Fényes Iván Elemér Mór (Berettyóújfalu, 1869. április 17.–Budapest, 1943. augusztus 12.), a Magyar Nemzeti Bank igazgatója, kincstári főtanácsos, a Ferenc József-rend tulajdonosa, a Budapesti Leszámoló Egylet elnöke. ref. | Apai nagyapai dédapja: csokalyi és dengelegi Fényes Móric (Berettyóújfalu, 1835. január 12.–Berettyóújfalu, 1905. január 4.) berettyóújfalui földbirtokos. (Szülei: csokalyi és dengelegi Fényes Dániel és mezőtelegdi Miskolczy Karolina, 2. férje: krivinai Lonovics Miklós) ref. |
| Kunckel Dietrichné dengelegi Fényes Ildikó (Budapest, 1937. október 11. – Budapest, 2021. november 28.) r. kat. | Apja: dengelegi Fényes Iván (Budapest, 1901. április 30.–?) okleveles gépészmérnök, műszaki tanácsadó, a caracasi Központi Egyetem tanára, a „Jose Maria Vargas" rend első osztályának a tulajdonosa ref. | Apai nagyapja: dr. dengelegi Fényes Iván Elemér Mór (Berettyóújfalu, 1869. április 17.–Budapest, 1943. augusztus 12.), a Magyar Nemzeti Bank igazgatója, kincstári főtanácsos, a Ferenc József-rend tulajdonosa, a Budapesti Leszámoló Egylet elnöke. ref. | Apai nagyapai dédanyja: mezőtelegdi Miskolczy Ottilia (Álmosd, 1841. december 27.–Berettyóújfalu, 1904. január 4.) (Szülei: mezőtelegdi Miskolczy Lajos, Hajdú vármegye főispánja, és kölcsei Kölcsey Klára) ref.                                                                   |
| Kunckel Dietrichné dengelegi Fényes Ildikó (Budapest, 1937. október 11. – Budapest, 2021. november 28.) r. kat. | Apja: dengelegi Fényes Iván (Budapest, 1901. április 30.–?) okleveles gépészmérnök, műszaki tanácsadó, a caracasi Központi Egyetem tanára, a „Jose Maria Vargas" rend első osztályának a tulajdonosa ref. | Apai nagyanyja: veszprémi Roboz Kornélia (Szemere, Győr vármegye, 1871. július 6.–Budapest, 1949. május 7.) ref. | Apai nagyanyai dédapja: veszprémi Roboz Gyula (Szemere, Győr vármegye, 1845. március 27.–Győr, 1881. október 30.) szemerei közbirtokos (Szülei: veszprémi Roboz József és Nemes Viktória) ref.                                                                                      |
| Kunckel Dietrichné dengelegi Fényes Ildikó (Budapest, 1937. október 11. – Budapest, 2021. november 28.) r. kat. | Apja: dengelegi Fényes Iván (Budapest, 1901. április 30.–?) okleveles gépészmérnök, műszaki tanácsadó, a caracasi Központi Egyetem tanára, a „Jose Maria Vargas" rend első osztályának a tulajdonosa ref. | Apai nagyanyja: veszprémi Roboz Kornélia (Szemere, Győr vármegye, 1871. július 6.–Budapest, 1949. május 7.) ref. | Apai nagyanyai dédanyja: Sztankovich Sarolta (Öreg-Komárom, 1848. április 6.) (Szülei: Sztankovics József, uradalmi gazdatiszt, és Lenhardt Terézia) r. kat. |
| Kunckel Dietrichné dengelegi Fényes Ildikó (Budapest, 1937. október 11. – Budapest, 2021. november 28.) r. kat. | Anyja: zborói Zboray Marianna (Budapest, 1908. május 14.–Caracas, Venezuela, 1977. november 27.) r. kat.                                                                                                  | Anyai nagyapja: zborói Zboray Béla József Manó (Lipótváros, Pest, 1870. október 28.–Budapest, 1929. december 14.) bankhivatalnok. r. kat. | Anyai nagyapai dédapja: zborói Zboray Béla (Bély, Zemplén vármegye, 1836. november 3.–Budapest, 1920. augusztus 20.) köz- és váltó-ügyvéd, országgyűlési képviselő (Szülei: zborói Zboray János és Markovich Jozefa) r. kat.                                                        |
| Kunckel Dietrichné dengelegi Fényes Ildikó (Budapest, 1937. október 11. – Budapest, 2021. november 28.) r. kat. | Anyja: zborói Zboray Marianna (Budapest, 1908. május 14.–Caracas, Venezuela, 1977. november 27.) r. kat.                                                                                                  | Anyai nagyapja: zborói Zboray Béla József Manó (Lipótváros, Pest, 1870. október 28.–Budapest, 1929. december 14.) bankhivatalnok. r. kat. | Anyai nagyapai dédanyja: nyiri Garay Emília (Terézvárosi, Pest, 1842. február 15.–Budapest, 1894. március 21.) (Szülei: nyiri Garay Imre, kereskedő, az 1848–49-ik országos iparműtár igazgatója, és Stöckl Anna Mária) r. kat.                                                     |
| Kunckel Dietrichné dengelegi Fényes Ildikó (Budapest, 1937. október 11. – Budapest, 2021. november 28.) r. kat. | Anyja: zborói Zboray Marianna (Budapest, 1908. május 14.–Caracas, Venezuela, 1977. november 27.) r. kat.                                                                                                  | Anyai nagyanyja: derecskei Körmendy Margit Hermina Erzsébet (Budapest, 1874. február 6.–Budapest, 1925. október 8.) r. kat. | Anyai nagyanyai dédapja: derecskei Körmendy Imre (Pápa, 1838. október 30. –Kótaj, 1907. december 1.) jogtanácsos, ügyvéd, földbirtokos (Szülei: Körmendy Péter és Polgár Terézia) r. kat.                                                                                           |
| Kunckel Dietrichné dengelegi Fényes Ildikó (Budapest, 1937. október 11. – Budapest, 2021. november 28.) r. kat. | Anyja: zborói Zboray Marianna (Budapest, 1908. május 14.–Caracas, Venezuela, 1977. november 27.) r. kat.                                                                                                  | Anyai nagyanyja: derecskei Körmendy Margit Hermina Erzsébet (Budapest, 1874. február 6.–Budapest, 1925. október 8.) r. kat. | Anyai nagyanyai dédanyja: szkirl Tálossy Erzsébet (1847 –Budapest, 1927. március 6.) r. kat. |